# Kasteel van Lavagnac
Het Kasteel van Lavagnac (Frans: Château de Lavagnac) is een kasteel in de Franse gemeente Montagnac (Hérault).